# Jail (歌曲)
〈Jail〉是美國饒舌歌手肯伊·威斯特主唱、Jay-Z獻聲客串的歌曲，收錄在威斯特第十張錄音室專輯《東妲》，於2021年8月29日同步發行。歌曲的第二部分〈Jail pt 2〉請來DaBaby和瑪麗蓮·曼森助陣。
〈Jail〉內容描述肯伊與前妻金·卡戴珊離婚後的感受和心路歷程。一些評論家就音樂風格的相似將其與威斯特之前的單曲〈Black Skinhead〉作對比。〈Jail〉發行後空降美國《告示牌》百大單曲榜第十，並藉著2420萬次的播放量打入串流歌曲榜第三。2022年，歌曲於第64屆格萊美獎上奪得最佳饒舌歌曲獎。

## 背景
肯伊·威斯特2001年時為饒舌歌手Jay-Z的第六張錄音室專輯《藍圖》做出巨大貢獻，就此建立兩人之間創作的羈絆。往後數年，他參與Jay-Z多張專輯的製作工程，後者的身影也出現在威斯特的眾多唱片中，例如其第五張錄音室專輯《我的奇特幻想》。兩人的合作專輯《目视王座》於2011年發行，但五年後威斯特在聖巴勃羅巡迴演唱會上公開批評Jay-Z夫婦，兩人關係因而變調。Jay-Z在他的第十三張錄音室專輯《4:44》的開場曲中談到此事的後續，並在一次宣傳採訪中保證他會與威斯特洽談，以解決他們的「家仇」，而威斯特則聲稱他們的嫌隙始於2014年他與金·卡戴珊結婚。
2021年7月22日，威斯特在美國亞特蘭大梅賽德斯-賓士體育場播放一首含有Jay-Z歌聲的歌曲，結束《東妲》的第一場試聽會。據媒體報導，這段主歌於活動前一天下午4點錄製，顯然是Jay-Z為參加這次活動而倉促趕出來的。歌曲名稱在專輯於芝加哥军人球场舉行的第三場試聽會上被揭示為〈Jail〉（監獄），並將饒舌歌手DaBaby的歌詞取代掉原先的歌詞。由於DaBaby2021年7月的恐同言論，此舉招來粉絲的強烈譴責。最終版本重新加回Jay-Z的部分並刪除DaBaby的人聲。這是自2016年他和威斯特一同客串在德雷克的歌曲〈Pop Style〉以來，相隔6年兩人再度同台。

## 樂評

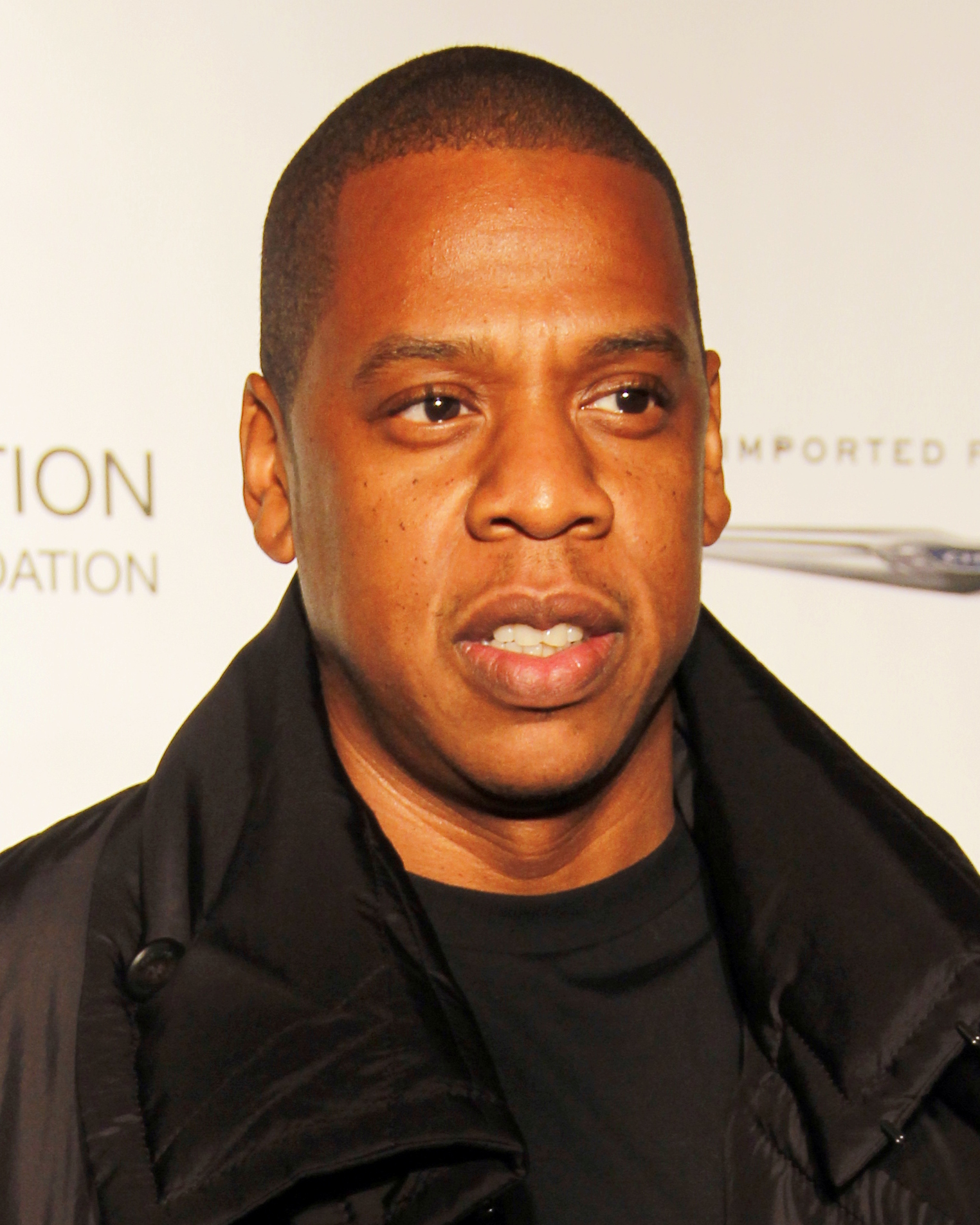
樂評界對Jay-Z在〈Jail〉中的表現褒貶不一

〈Jail〉收到樂評界褒貶不一的評價。《衛報》的湯瑪士·霍布斯（Thomas Hobbs）對威斯特所填的歌詞不以為然，稱與他之前的作品相比顯得生硬。他還認為其「老爸搖滾」重複樂段略顯單調，旋律「蜿蜒曲折」。AllMusic的弗雷德·湯瑪士（Fred Thomas）覺得，除了結尾的幾秒鐘外，其餘可說是「沒有火花的炸曲」。相反，克里斯·威爾曼在《綜藝》刊文評論，稱其為「令人愉快的跨流派驚喜」，其中包含「像梦想之龙乐队之類的人可能會拔下龍牙的強力和弦，以及催人奮進的副歌歌詞」。《Clash》的麥克·米連科（Mike Milenko）認為歌曲「技術高超」。
Jay-Z的表現引起負評。《紐約時報》的喬恩·卡拉馬尼卡（Jon Caramanica）以「像樣」簡單概括；而《Stereogum》的湯姆·布雷漢（Tom Breihan）則認為這遠不及Jay-Z的巔峰。他認為其「平淡無奇」的主歌不如其他《東妲》的合作歌曲，並評述他「將關於魅力和積攢善意的尷尬主歌唱過一遍」。《HipHopDX》的大衛·亞倫·布拉克（David Aaron Brake）稱其為「他職涯中最糟糕的主歌之一」，並打趣寫道「肯伊將他從午睡中喚醒，並要求他在30分鐘或更短的時間內快速寫完一行詞」。相比之下，《影音俱樂部》的尼娜·埃爾南德斯（Nina Hernandez）讚賞它是Jay-Z近年來最成功的合作主歌之一，以及《東妲》明顯最精彩的部分。Milenko同樣發現Jay-Z「處於他近期的最佳狀態，以一種耶本人都無法比擬的高傲姿態視麥克風如敝屣」。《Exclaim!》的萊利·華萊士（Riley Wallace）認為他的主歌是專輯之中「最閃亮的寶石」，而瑞安·戴利（Rhian Daly）在《新音乐快递》刊登的評論中，稱其「激動人心」。

## 商業表現
〈Jail〉在美國《告示牌》百大單曲榜空降第十，成為威斯特在榜上第20首前十單曲，並使他成為第21位獲得如此多前十單曲的藝人。憑藉其優異的點聽量，歌曲以2420萬串流傳輸次數直升串流媒體歌曲榜第三。歌曲在美國基督教歌曲榜和福音歌曲榜上均名列第二。同時，它還空降熱門藍調/嘻哈歌曲榜第三，使威斯特在榜上佔去七個席次，與德雷克的紀錄不相上下。
〈Jail〉在澳洲唱片業協會單曲榜上位列第五，並打入紐西蘭單曲榜第六。在其他地區，它在冰島單曲榜上排到第八，在爱尔兰单曲榜排到第七，在英國單曲榜排到第11。

## Pt 2
歌曲的第二部分名為〈Jail pt 2〉，於2021年8月26日在芝加哥军人球场舉行的第三次也是最後一次公眾試聽會上首播，並在三日後隨《東妲》作為第24首曲目正式發行。歌曲原本出現在專輯的Spotify曲目目錄中，但在專輯發行幾小時後遭到屏蔽無法播放，直到晚間10點才恢復上架。
威斯特在個人Instagram帳號上發布一張他和他的經紀人Bu Thiam的對話截圖，表明由於DaBaby的管理層拒絕過濾他的人聲，這首歌無法發布，威斯特回答說：「我不會背棄我的兄弟。他是唯一一個公開說會投票給我的人。」他還指責环球音乐集团阻止將歌曲收錄到專輯中，該司的消息人士否認這些指控，稱其為「荒謬的」。

## 排行榜
| 榜單（2021年）                               | 峰值 |
| -------------------------------------------- | ---- |
| 澳大利亚（澳大利亚唱片业协会單曲榜）         | 5    |
| 奥地利（Ö3四十强单曲榜）                     | 37   |
| 加拿大（Canadian Hot 100）                   | 9    |
| 捷克（百強數位單曲榜）                       | 53   |
| 丹麥（Tracklisten）                          | 7    |
| 法国（法國唱片出版業公會單曲榜）             | 57   |
| 全球（Billboard Global 200）                 | 6    |
| 希臘（國際唱片業協會希臘分會國際數位單曲榜） | 74   |
| 冰島（Plötutíðindi）                         | 8    |
| 愛爾蘭（愛爾蘭唱片音樂協會单曲榜）           | 9    |
| 義大利（義大利音樂產業聯盟）                 | 56   |
| 立陶宛（AGATA）                              | 21   |
| 荷兰（百强单曲榜）                           | 39   |
| 紐西蘭（紐西蘭唱片音樂協會）                 | 6    |
| 挪威（VG-lista）                             | 12   |
| 葡萄牙（葡萄牙唱片業協會单曲榜）             | 26   |
| 南非（南非唱片工業協會）                     | 2    |
| 斯洛伐克（百強數位單曲榜）                   | 32   |
| 瑞典（瑞典最熱榜）                           | 19   |
| 瑞士（瑞士热门音乐榜）                       | 23   |
| 英國（官方榜单公司單曲榜）                   | 11   |
| 英國（官方榜单公司節奏藍調榜）               | 3    |
| 美国（《告示牌》百大單曲榜）                 | 10   |
| 美國（《告示牌》基督教歌曲榜）               | 2    |
| 美國（《告示牌》福音歌曲榜）                 | 2    |
| 美國（《告示牌》Hot R&B/Hip-Hop Songs）      | 8    |

| 榜單（2021年）                        | 峰值 |
| ------------------------------------- | ---- |
| 澳洲（澳洲唱片業協會單曲榜）          | 61   |
| 加拿大百大單曲榜                      | 60   |
| 《告示牌》全球二百大單曲榜            | 60   |
| 葡萄牙（葡萄牙唱片業協會单曲榜）      | 155  |
| 南非（南非唱片工業協會）              | 41   |
| 美國（《告示牌》百大單曲榜）          | 63   |
| 美國（《告示牌》基督教歌曲榜）        | 19   |
| 美國（《告示牌》福音歌曲榜）          | 19   |
| 美國（《告示牌》熱門藍調/嘻哈歌曲榜） | 31   |

| 榜單（2021年）                 | 峰值 |
| ------------------------------ | ---- |
| 美國（《告示牌》基督教歌曲榜） | 18   |
| 美國（《告示牌》福音歌曲榜）   | 7    |

| 榜單（2021年）                 | 峰值 |
| ------------------------------ | ---- |
| 美國（《告示牌》基督教歌曲榜） | 64   |
| 美國（《告示牌》福音歌曲榜）   | 24   |

## 認證
| 地區                     | 认证 | 认证单位/销量 |
| ------------------------ | ---- | ------------- |
| 加拿大（加拿大音乐协会） | 金   | 40,000‡       |
| 美国（美國唱片業協會）   | 金   | 500,000‡      |
| ‡僅含認證的+實際銷量     |      |               |